# Ludvík Fuček
Ludvik Fuček (7. července 1921 Veřovice u Frenštátu pod Radhoštěm – 6. března 2004 Praha) byl farář Církve československé husitské.

## Život
Vystudoval gymnázium v Praze-Michli. Maturoval v roce 1940. Za nacistické okupace byl přijat do Bohoslovecké koleje a vypomáhal v náboženské obci v Praze-Michli. Kněžské svěcení přijal 10. března 1943. Krátce působil jako zástupce faráře v Pacově (1943), následně byl ustanoven pomocným duchovním v Písku (1943–1944), Chožově u Loun (1944), v náboženské obci Plzeň-východ (1944–1945), Ústí nad Labem (1946–1947), Děčín (1947–1948) a Rakovník (1948–1950). Do roku 1954 působil jako zástupce faráře na Kladně a poté v Praze-Libni (1954–1960). Šedesátá léta spojil s prací v rozsáhlé náboženské obci Církve československé husitské v Praze-Vinohradech, kde byl jmenován farářem.
V roce 1968 projevil zájem o službu v zahraničí, ke které hodlal využít svůj stipendijní pobyt na mohučské univerzitě J. Gutenberga. V květnu 1969 obdržel do Mohuče pozvání od rady starších poslední americké náboženské obce Církve československé husitské v Newarku ve státě New Jersey. Poté co mu vedení církve udělilo neplacenou studijní dovolenou, odcestoval na náklady newarské náboženské obce do USA, kde se v září 1969 ujal duchovní správy po již stařičkém a nemocném faráři Alexanderu Lehnerovi. Už v říjnu ale začalo vedení církve prostřednictvím patriarchy Miroslava Nováka naléhat na farářův návrat do vlasti. Po úmorné anabázi a jednáních na úřadech v USA i v Československu se nakonec podařilo Fučkův pobyt prozatímně prodloužit do 31. ledna 1970. Ludvík Fuček tak mohl v Newarku oslavit 50. výročí založení Církve československé husitské. Problémy s jeho pobytem v USA, na kterých mělo svůj významný podíl nedostatečné pastýřské vedení tehdejších představitelů církve, však nadále přetrvávaly a Ludvík Fuček byl přinucen nadějně se rozvíjející obec opustit a vrátit se v srpnu 1970 do Československa. Pro náboženskou obec v Newarku tento nedobrovolný krok znamenal začátek jejího zániku v druhé polovině 70. let.
Až do roku 1992 Ludvík Fuček putoval po pražských náboženských obcích. Postupně sloužil jako farář v Praze-Braníku, Praze-Radotíně, Praze-Smíchově, Praze-Košířích, Praze-Libni a v Praze-Holešovicích. Od roku 1993 nadále vypomáhal jako duchovní při pražské diecézní radě.